# Interlands Burkinees voetbalelftal 2020-2029
Deze pagina toont een chronologisch en gedetailleerd overzicht van de interlands die het Burkinees voetbalelftal speelt en heeft gespeeld in de periode 2020 – 2029.

## Interlands

### 2020
|                                                                  |                                                             |       |                |                                                                               |
| 9 oktober Vriendschappelijk «onderlinge duels» 17:00 uur (UTC+1) | Burkina Faso                                                | 3 – 0 | Congo-Kinshasa | Stade El Abdi, El Jadida Toeschouwers: 0 Scheidsrechter: Redouane Jiyed (MAR) |
| 9 oktober Vriendschappelijk «onderlinge duels» 17:00 uur (UTC+1) | Bertrand Traoré 15' Bryan Dabo 62' (pen.) Issoufou Dayo 86' |       |                | Stade El Abdi, El Jadida Toeschouwers: 0 Scheidsrechter: Redouane Jiyed (MAR) |

|                                                                   |                                |       |                                     |                                                                                      |
| 12 oktober Vriendschappelijk «onderlinge duels» 18:00 uur (UTC+1) | Madagaskar                     | 1 – 2 | Burkina Faso                        | Stade El Abdi, El Jadida Toeschouwers: 0 Scheidsrechter: Noureddine El Jaafari (MAR) |
| 12 oktober Vriendschappelijk «onderlinge duels» 18:00 uur (UTC+1) | Marco Ilaimaharitra 44' (pen.) |       | 33' Bertrand Traoré 66' Eric Traoré | Stade El Abdi, El Jadida Toeschouwers: 0 Scheidsrechter: Noureddine El Jaafari (MAR) |

|                                                                             |                                                            |       |                         |                                                                 |
| 12 november AK 2021 kwalificatie Groep B «onderlinge duels» 19:00 uur (UTC) | Burkina Faso                                               | 3 – 1 | Malawi                  | Stade du 4-Août, Ouagadougou Scheidsrechter: Dahane Beida (MTN) |
| 12 november AK 2021 kwalificatie Groep B «onderlinge duels» 19:00 uur (UTC) | Lassina Traoré 2' Lassina Traoré 25' Bryan Dabo 90' (pen.) |       | 81' (pen.) Gerald Phiri | Stade du 4-Août, Ouagadougou Scheidsrechter: Dahane Beida (MTN) |

|                                                                               |        |       |              |                                                                      |
| 16 november AK 2021 kwalificatie Groep B «onderlinge duels» 15:00 uur (UTC+2) | Malawi | 0 – 0 | Burkina Faso | Kamazustadion, Blantyre Scheidsrechter: Souleiman Ahmed Djamal (DJI) |
| 16 november AK 2021 kwalificatie Groep B «onderlinge duels» 15:00 uur (UTC+2) |        |       |              | Kamazustadion, Blantyre Scheidsrechter: Souleiman Ahmed Djamal (DJI) |

### 2021
| African Championship of Nations 2020 |
| ------------------------------------ |

Tijdens het African Championship of Nations bestaat het nationaal elftal altijd enkel uit spelers uit de nationale competitie.
|                                                                                 |                    |       |              |                                                                     |
| 16 januari Championship of Nations Groep A «onderlinge duels» 20:00 uur (UTC+1) | Mali               | 1 – 0 | Burkina Faso | Ahmadou Ahidjostadion, Yaoundé Scheidsrechter: Mohamed Marouf (EGY) |
| 16 januari Championship of Nations Groep A «onderlinge duels» 20:00 uur (UTC+1) | Siaka Bagayoko 70' |       |              | Ahmadou Ahidjostadion, Yaoundé Scheidsrechter: Mohamed Marouf (EGY) |

|                                                                                 |                                                                |       |                   |                                                                      |
| 20 januari Championship of Nations Groep A «onderlinge duels» 20:00 uur (UTC+1) | Burkina Faso                                                   | 3 – 1 | Zimbabwe          | Ahmadou Ahidjostadion, Yaoundé Scheidsrechter: Mahmoud Mohamed (EGY) |
| 20 januari Championship of Nations Groep A «onderlinge duels» 20:00 uur (UTC+1) | Issouf Sosso 14' Claver Kiendrébéogo 53' Issiaka Ouedraogo 67' |       | 23' Partson Jaure | Ahmadou Ahidjostadion, Yaoundé Scheidsrechter: Mahmoud Mohamed (EGY) |

|                                                                                 |              |       |          |                                                                  |
| 24 januari Championship of Nations Groep A «onderlinge duels» 20:00 uur (UTC+1) | Burkina Faso | 0 – 0 | Kameroen | Ahmadou Ahidjostadion, Yaoundé Scheidsrechter: Sadok Selmi (TUN) |
| 24 januari Championship of Nations Groep A «onderlinge duels» 20:00 uur (UTC+1) |              |       |          | Ahmadou Ahidjostadion, Yaoundé Scheidsrechter: Sadok Selmi (TUN) |

|  |  |  |  |  |  |  |  |  |

|                                                                            |         |       |              |                                                                  |
| 24 maart AK 2021 kwalificatie Groep B «onderlinge duels» 16:00 uur (UTC+3) | Oeganda | 0 – 0 | Burkina Faso | St. Mary's-stadion, Entebbe Scheidsrechter: Bakary Gassama (GAM) |
| 24 maart AK 2021 kwalificatie Groep B «onderlinge duels» 16:00 uur (UTC+3) |         |       |              | St. Mary's-stadion, Entebbe Scheidsrechter: Bakary Gassama (GAM) |

|                                                                          |                     |       |             |                                                                  |
| 29 maart AK 2021 kwalificatie Groep B «onderlinge duels» 16:00 uur (UTC) | Burkina Faso        | 1 – 0 | Zuid-Soedan | Stade du 4-Août, Ouagadougou Scheidsrechter: George Rogers (LBR) |
| 29 maart AK 2021 kwalificatie Groep B «onderlinge duels» 16:00 uur (UTC) | Bertrand Traoré 49' |       |             | Stade du 4-Août, Ouagadougou Scheidsrechter: George Rogers (LBR) |

|                                                             |                                       |       |                    |                                                                           |
| 5 juni Vriendschappelijk «onderlinge duels» 17:00 uur (UTC) | Ivoorkust                             | 2 – 1 | Burkina Faso       | Stade olympique d'Ebimpé, Abidjan Scheidsrechter: Yelebodom Bodjona (TOG) |
| 5 juni Vriendschappelijk «onderlinge duels» 17:00 uur (UTC) | Ibrahim Sangaré 72' Amad Diallo 90+7' |       | 16' Lassina Traoré | Stade olympique d'Ebimpé, Abidjan Scheidsrechter: Yelebodom Bodjona (TOG) |

|                                                                |                   |       |              |                                                                    |
| 12 juni Vriendschappelijk «onderlinge duels» 21:00 uur (UTC+1) | Marokko           | 1 – 0 | Burkina Faso | Stade Moulay Abdallah, Rabat Scheidsrechter: Abdel Aziz Bouh (MTN) |
| 12 juni Vriendschappelijk «onderlinge duels» 21:00 uur (UTC+1) | Achraf Hakimi 51' |       |              | Stade Moulay Abdallah, Rabat Scheidsrechter: Abdel Aziz Bouh (MTN) |

|                                                                               |       |                                              |              |                                                                                               |
| 2 september WK 2022 kwalificatie Groep A «onderlinge duels» 17:00 uur (UTC+1) | Niger | 0 – 2                                        | Burkina Faso | Stade de Marrakech, Marrakesh (Marokko) Toeschouwers: 0 Scheidsrechter: Samuel Uwikunda (RWA) |
| 2 september WK 2022 kwalificatie Groep A «onderlinge duels» 17:00 uur (UTC+1) |       | 76' (pen.) Lassina Traoré 79' Mohamed Konaté |              | Stade de Marrakech, Marrakesh (Marokko) Toeschouwers: 0 Scheidsrechter: Samuel Uwikunda (RWA) |

|                                                                               |                    |       |                      |                                                                                            |
| 7 september WK 2022 kwalificatie Groep A «onderlinge duels» 20:00 uur (UTC+1) | Burkina Faso       | 1 – 1 | Algerije             | Stade de Marrakech, Marrakesh (Marokko) Toeschouwers: 0 Scheidsrechter: Joshua Bondo (BOT) |
| 7 september WK 2022 kwalificatie Groep A «onderlinge duels» 20:00 uur (UTC+1) | Abdoul Tapsoba 64' |       | 18' Sofiane Feghouli | Stade de Marrakech, Marrakesh (Marokko) Toeschouwers: 0 Scheidsrechter: Joshua Bondo (BOT) |

|                                                                             |          |                                                                            |              |                                                                                                 |
| 8 oktober WK 2022 kwalificatie Groep A «onderlinge duels» 20:00 uur (UTC+1) | Djibouti | 0 – 4                                                                      | Burkina Faso | Stade de Marrakech, Marrakesh (Marokko) Toeschouwers: 0 Scheidsrechter: Chelangat Sabilla (UGA) |
| 8 oktober WK 2022 kwalificatie Groep A «onderlinge duels» 20:00 uur (UTC+1) |          | 45+2' Abdoul Tapsoba 48' Abdoul Tapsoba 51' Issa Kaboré 60' Mohamed Konaté |              | Stade de Marrakech, Marrakesh (Marokko) Toeschouwers: 0 Scheidsrechter: Chelangat Sabilla (UGA) |

|                                                                              |                                      |       |          |                                                                                             |
| 11 oktober WK 2022 kwalificatie Groep A «onderlinge duels» 17:00 uur (UTC+1) | Burkina Faso                         | 2 – 0 | Djibouti | Stade de Marrakech, Marrakesh (Marokko) Toeschouwers: 0 Scheidsrechter: Hassen Corneh (LBR) |
| 11 oktober WK 2022 kwalificatie Groep A «onderlinge duels» 17:00 uur (UTC+1) | Issoufou Dayo 30' Abdoul Tapsoba 63' |       |          | Stade de Marrakech, Marrakesh (Marokko) Toeschouwers: 0 Scheidsrechter: Hassen Corneh (LBR) |

|                                                                               |                          |       |                             |                                                                                             |
| 12 november WK 2022 kwalificatie Groep A «onderlinge duels» 13:00 uur (UTC+1) | Burkina Faso             | 1 – 1 | Niger                       | Stade de Marrakech, Marrakesh (Marokko) Toeschouwers: 0 Scheidsrechter: Samir Guezzaz (MAR) |
| 12 november WK 2022 kwalificatie Groep A «onderlinge duels» 13:00 uur (UTC+1) | Issoufou Dayo 55' (pen.) |       | 34' (pen.) Youssouf Oumarou | Stade de Marrakech, Marrakesh (Marokko) Toeschouwers: 0 Scheidsrechter: Samir Guezzaz (MAR) |

|                                                                               |                                       |       |                                             |                                                                                        |
| 16 november WK 2022 kwalificatie Groep A «onderlinge duels» 17:00 uur (UTC+1) | Algerije                              | 2 – 2 | Burkina Faso                                | Mustapha Tchakerstadion, Blida Toeschouwers: 17.000 Scheidsrechter: Victor Gomes (ZAF) |
| 16 november WK 2022 kwalificatie Groep A «onderlinge duels» 17:00 uur (UTC+1) | Riyad Mahrez 21' Sofiane Feghouli 68' |       | 37' Zakaria Sanogo 83' (pen.) Issoufou Dayo | Mustapha Tchakerstadion, Blida Toeschouwers: 17.000 Scheidsrechter: Victor Gomes (ZAF) |

|                                                                    |            |       |              |                                                                      |
| 30 december Vriendschappelijk «onderlinge duels» 17:00 uur (UTC+4) | Mauritanië | 0 – 0 | Burkina Faso | Al Nahyanstadion, Abu Dhabi Scheidsrechter: Yahya Ali Al Mulla (VAE) |
| 30 december Vriendschappelijk «onderlinge duels» 17:00 uur (UTC+4) |            |       |              | Al Nahyanstadion, Abu Dhabi Scheidsrechter: Yahya Ali Al Mulla (VAE) |

### 2022
|                                                                  |       |                                                        |              |                                                |
| 2 januari Vriendschappelijk «onderlinge duels» 19:00 uur (UTC+4) | Gabon | 0 – 3                                                  | Burkina Faso | The Sevens Stadium, Dubai Scheidsrechter: onb. |
| 2 januari Vriendschappelijk «onderlinge duels» 19:00 uur (UTC+4) |       | 30' Issa Kaboré 54' Gustavo Sangaré 60' Dango Ouattara |              | The Sevens Stadium, Dubai Scheidsrechter: onb. |

| Afrikaans kampioenschap voetbal 2021 |
| ------------------------------------ |

|                                                                   |                                                             |       |                     | |
| 9 januari Afrika Cup Groep A «onderlinge duels» 17:00 uur (UTC+1) | Kameroen                                                    | 2 – 1 | Burkina Faso        | Olembestadion, Yaoundé Toeschouwers: 47.892 Scheidsrechter: Mustapha Ghorbal (ALG) Video-assistent: Adil Zourak (MAR) |
| 9 januari Afrika Cup Groep A «onderlinge duels» 17:00 uur (UTC+1) | Vincent Aboubakar 40' (pen.) Vincent Aboubakar 45+3' (pen.) |       | 24' Gustavo Sangaré | Olembestadion, Yaoundé Toeschouwers: 47.892 Scheidsrechter: Mustapha Ghorbal (ALG) Video-assistent: Adil Zourak (MAR) |

|                                                                    |            |                   |              | |
| 13 januari Afrika Cup Groep A «onderlinge duels» 20:00 uur (UTC+1) | Kaapverdië | 0 – 1             | Burkina Faso | Olembestadion, Yaoundé Toeschouwers: 8.922 Scheidsrechter: Amin Omar (EGY) Video-assistent: Mahmoud Mohamed (EGY) |
| 13 januari Afrika Cup Groep A «onderlinge duels» 20:00 uur (UTC+1) |            | 39' Hassane Bandé |              | Olembestadion, Yaoundé Toeschouwers: 8.922 Scheidsrechter: Amin Omar (EGY) Video-assistent: Mahmoud Mohamed (EGY) |

|                                                                    |                    |       |                           | |
| 17 januari Afrika Cup Groep A «onderlinge duels» 17:00 uur (UTC+1) | Burkina Faso       | 1 – 1 | Ethiopië                  | Kouekongstadion, Bafoussam Toeschouwers: 6.375 Scheidsrechter: Ahmad Imetehaz Heeralall (MTS) Video-assistent: Mehdi Abid Charef (ALG) |
| 17 januari Afrika Cup Groep A «onderlinge duels» 17:00 uur (UTC+1) | Cyrille Bayala 25' |       | 52' (pen.) Getaneh Kebede | Kouekongstadion, Bafoussam Toeschouwers: 6.375 Scheidsrechter: Ahmad Imetehaz Heeralall (MTS) Video-assistent: Mehdi Abid Charef (ALG) |

|                                                                           | |              | |                                                                                             |
| 23 januari Afrika Cup Achtste finale «onderlinge duels» 17:00 uur (UTC+1) | Burkina Faso | 1 – 1 (n.v.) | Gabon | Limbestadion, Limbe Scheidsrechter: Redouane Jiyed (MAR) Video-assistent: Adil Zourak (MAR) |
| 23 januari Afrika Cup Achtste finale «onderlinge duels» 17:00 uur (UTC+1) | Bertrand Traoré 28' |              | 90+1' (e.d.) Adama Guira | Limbestadion, Limbe Scheidsrechter: Redouane Jiyed (MAR) Video-assistent: Adil Zourak (MAR) |
| 23 januari Afrika Cup Achtste finale «onderlinge duels» 17:00 uur (UTC+1) | Strafschoppen |              | | Limbestadion, Limbe Scheidsrechter: Redouane Jiyed (MAR) Video-assistent: Adil Zourak (MAR) |
| 23 januari Afrika Cup Achtste finale «onderlinge duels» 17:00 uur (UTC+1) | Issa Kaboré Soumaïla Ouattara Edmond Tapsoba Saïdou Simporé Steeve Yago Adama Guira Mohamed Konaté Abdoul Tapsoba Ismahila Ouédraogo | 7 – 6        | Denis Bouanga Axel Méyé Aaron Boupendza Guélor Kanga André Biyogo Poko Bruno Ecuele Manga Louis Ameka Yannis N'Gakoutou Lloyd Palun | Limbestadion, Limbe Scheidsrechter: Redouane Jiyed (MAR) Video-assistent: Adil Zourak (MAR) |

|                                                                        |                      |       |         | |
| 29 januari Afrika Cup Kwartfinale «onderlinge duels» 20:00 uur (UTC+1) | Burkina Faso         | 1 – 0 | Tunesië | Roumdé Adjiastadion, Garoua Scheidsrechter: Joshua Bondo (BOT) Video-assistent: Redouane Jiyed (MAR) |
| 29 januari Afrika Cup Kwartfinale «onderlinge duels» 20:00 uur (UTC+1) | Dango Ouattara 45+3' |       |         | Roumdé Adjiastadion, Garoua Scheidsrechter: Joshua Bondo (BOT) Video-assistent: Redouane Jiyed (MAR) |

|                                                                         |                 |       |                                                   | |
| 2 februari Afrika Cup Halve finale «onderlinge duels» 20:00 uur (UTC+1) | Burkina Faso    | 1 – 3 | Senegal                                           | Ahmadou Ahidjostadion, Yaoundé Scheidsrechter: Bamlak Tessema Weyesa (ETH) Video-assistent: Redouane Jiyed (MAR) |
| 2 februari Afrika Cup Halve finale «onderlinge duels» 20:00 uur (UTC+1) | Blati Touré 82' |       | 70' Abdou Diallo 76' Idrissa Gueye 87' Sadio Mané | Ahmadou Ahidjostadion, Yaoundé Scheidsrechter: Bamlak Tessema Weyesa (ETH) Video-assistent: Redouane Jiyed (MAR) |

|                                                                         |                                                             |              |                                                                                        | |
| 5 februari Afrika Cup Troostfinale «onderlinge duels» 20:00 uur (UTC+1) | Burkina Faso                                                | 3 – 3 (n.v.) | Kameroen                                                                               | Ahmadou Ahidjostadion, Yaoundé Scheidsrechter: Redouane Jiyed (MAR) Video-assistent: Haythem Guirat (TUN) |
| 5 februari Afrika Cup Troostfinale «onderlinge duels» 20:00 uur (UTC+1) | Steeve Yago 24' André Onana 43' (e.d.) Djibril Ouattara 49' |              | 71' Stéphane Bahoken 85' Vincent Aboubakar 87' Vincent Aboubakar                       | Ahmadou Ahidjostadion, Yaoundé Scheidsrechter: Redouane Jiyed (MAR) Video-assistent: Haythem Guirat (TUN) |
| 5 februari Afrika Cup Troostfinale «onderlinge duels» 20:00 uur (UTC+1) | Strafschoppen                                               |              |                                                                                        | Ahmadou Ahidjostadion, Yaoundé Scheidsrechter: Redouane Jiyed (MAR) Video-assistent: Haythem Guirat (TUN) |
| 5 februari Afrika Cup Troostfinale «onderlinge duels» 20:00 uur (UTC+1) | Issa Kaboré Soumaïla Ouattara Blati Touré Steeve Yago       | 3 – 5        | Vincent Aboubakar Nicolas Moumi Ngamaleu Karl Toko Ekambi Pierre Kunde Ambroise Oyongo | Ahmadou Ahidjostadion, Yaoundé Scheidsrechter: Redouane Jiyed (MAR) Video-assistent: Haythem Guirat (TUN) |

|  |  |  |  |  |  |  |  |  |

|                                                                 |                                                                                          |       |              |                                                                     |
| 24 maart Vriendschappelijk «onderlinge duels» 18:00 uur (UTC+2) | Kosovo                                                                                   | 5 – 0 | Burkina Faso | Fadil Vokrristadion, Pristina Scheidsrechter: Eldorjan Hamiti (ALB) |
| 24 maart Vriendschappelijk «onderlinge duels» 18:00 uur (UTC+2) | Fidan Aliti 3' Astrit Selmani 23' Mërgim Vojvoda 53' Milot Rashica 68' Toni Domgjoni 75' |       |              | Fadil Vokrristadion, Pristina Scheidsrechter: Eldorjan Hamiti (ALB) |

|                                                                 |                                                             |       |              |                                                                                 |
| 29 maart Vriendschappelijk «onderlinge duels» 20:45 uur (UTC+2) | België                                                      | 3 – 0 | Burkina Faso | Lotto Park, Anderlecht Toeschouwers: 15.000 Scheidsrechter: Dennis Higler (NED) |
| 29 maart Vriendschappelijk «onderlinge duels» 20:45 uur (UTC+2) | Hans Vanaken 16' Leandro Trossard 18' Christian Benteke 75' |       |              | Lotto Park, Anderlecht Toeschouwers: 15.000 Scheidsrechter: Dennis Higler (NED) |

|                                                                          |                                      |       |            |                                                                                     |
| 3 juni AK 2023 kwalificatie Groep B «onderlinge duels» 20:00 uur (UTC+1) | Burkina Faso                         | 2 – 0 | Kaapverdië | Stade de Marrakech, Marrakesh (Marokko) Scheidsrechter: Daniel Nii Ayi Laryea (GHA) |
| 3 juni AK 2023 kwalificatie Groep B «onderlinge duels» 20:00 uur (UTC+1) | Hassane Bandé 58' Dango Ouattara 88' |       |            | Stade de Marrakech, Marrakesh (Marokko) Scheidsrechter: Daniel Nii Ayi Laryea (GHA) |

|                                                                          |                     |       |                                                            |                                                                            |
| 7 juni AK 2023 kwalificatie Groep B «onderlinge duels» 15:00 uur (UTC+2) | Swaziland           | 1 – 3 | Burkina Faso                                               | Soccer City, Johannesburg (Zuid-Afrika) Scheidsrechter: Easter Zimba (MAW) |
| 7 juni AK 2023 kwalificatie Groep B «onderlinge duels» 15:00 uur (UTC+2) | Sabelo Ndzinisa 64' |       | 69' Dango Ouattara 75' Dango Ouattara 85' Stephane Aziz Ki | Soccer City, Johannesburg (Zuid-Afrika) Scheidsrechter: Easter Zimba (MAW) |

|                                                                     |                |                     |              |                                                                 |
| 23 september Vriendschappelijk «onderlinge duels» 17:00 uur (UTC+1) | Congo-Kinshasa | 0 – 1               | Burkina Faso | Stade Père-Jégo, Casablanca Scheidsrechter: Samir Guezzaz (MAR) |
| 23 september Vriendschappelijk «onderlinge duels» 17:00 uur (UTC+1) |                | 57' Bertrand Traoré |              | Stade Père-Jégo, Casablanca Scheidsrechter: Samir Guezzaz (MAR) |

|                                                                     |                                              |       |                   |                                                  |
| 27 september Vriendschappelijk «onderlinge duels» 19:00 uur (UTC+1) | Burkina Faso                                 | 2 – 1 | Comoren           | Stade Père-Jégo, Casablanca Scheidsrechter: onb. |
| 27 september Vriendschappelijk «onderlinge duels» 19:00 uur (UTC+1) | Issoufou Dayo 72' Bertrand Traoré 84' (pen.) |       | 90' Faïz Selemani | Stade Père-Jégo, Casablanca Scheidsrechter: onb. |

|                                                                    |                     |       |                                              |                                                                                          |
| 19 november Vriendschappelijk «onderlinge duels» 17:00 uur (UTC+1) | Ivoorkust           | 1 – 2 | Burkina Faso                                 | Stade de Marrakech, Marrakesh Toeschouwers: 1.100 Scheidsrechter: Bouchra Karboubi (MAR) |
| 19 november Vriendschappelijk «onderlinge duels» 17:00 uur (UTC+1) | Ibrahim Sangaré 20' |       | 11' Dango Ouattara 42' (pen.) Edmond Tapsoba | Stade de Marrakech, Marrakesh Toeschouwers: 1.100 Scheidsrechter: Bouchra Karboubi (MAR) |

### 2023
|                                                                          |                    |       |      |                                                                               |
| 24 maart AK 2023 kwalificatie Groep B «onderlinge duels» 19:00 uur (UTC) | Burkina Faso       | 1 – 0 | Togo | Stade de Marrakech, Marrakesh (Marokko) Scheidsrechter: Maguette Ndiaye (SEN) |
| 24 maart AK 2023 kwalificatie Groep B «onderlinge duels» 19:00 uur (UTC) | Abdoul Tapsoba 87' |       |      | Stade de Marrakech, Marrakesh (Marokko) Scheidsrechter: Maguette Ndiaye (SEN) |

|                                                                          |                       |       |                    |                                                           |
| 28 maart AK 2023 kwalificatie Groep B «onderlinge duels» 19:00 uur (UTC) | Togo                  | 1 – 1 | Burkina Faso       | Stade de Kégué, Lomé Scheidsrechter: Bakary Gassama (GAM) |
| 28 maart AK 2023 kwalificatie Groep B «onderlinge duels» 19:00 uur (UTC) | Kodjo Fo-Doh Laba 26' |       | 12' Dango Ouattara | Stade de Kégué, Lomé Scheidsrechter: Bakary Gassama (GAM) |

|                                                                           |                                            |       |                     |                                                                            |
| 18 juni AK 2023 kwalificatie Groep B «onderlinge duels» 15:00 uur (UTC−1) | Kaapverdië                                 | 3 – 1 | Burkina Faso        | Estádio Nacional de Cabo Verde, Praia Scheidsrechter: Haythem Guirat (TUN) |
| 18 juni AK 2023 kwalificatie Groep B «onderlinge duels» 15:00 uur (UTC−1) | Bebé 7' João Paulo Fernandes 67' Clé 90+4' |       | 45+3' Issoufou Dayo | Estádio Nacional de Cabo Verde, Praia Scheidsrechter: Haythem Guirat (TUN) |

|                                                                               |              |       |           |                                                                         |
| 8 september AK 2023 kwalificatie Groep B «onderlinge duels» 20:00 uur (UTC+1) | Burkina Faso | 0 – 0 | Swaziland | Stade de Marrakech, Marrakesh (Marokko) Scheidsrechter: Amin Omar (EGY) |
| 8 september AK 2023 kwalificatie Groep B «onderlinge duels» 20:00 uur (UTC+1) |              |       |           | Stade de Marrakech, Marrakesh (Marokko) Scheidsrechter: Amin Omar (EGY) |

|                                                                     |                     |       |              | |
| 12 september Vriendschappelijk «onderlinge duels» 20:30 uur (UTC+1) | Marokko             | 1 – 0 | Burkina Faso | Stade Bollaert-Delelis, Lens Toeschouwers: 38.000 Scheidsrechter: Jérémie Pignard (FRA) Video-assistent: Hamid Guenaoui (FRA) |
| 12 september Vriendschappelijk «onderlinge duels» 20:30 uur (UTC+1) | Azzedine Ounahi 36' |       |              | Stade Bollaert-Delelis, Lens Toeschouwers: 38.000 Scheidsrechter: Jérémie Pignard (FRA) Video-assistent: Hamid Guenaoui (FRA) |

|                                                                   |                    |       |              |                                                                   |
| 13 oktober Vriendschappelijk «onderlinge duels» 15:00 uur (UTC+1) | Equatoriaal-Guinea | 0 – 0 | Burkina Faso | Nuevo Estadio de Malabo, Malabo Scheidsrechter: Blaise Ngwa (CMR) |
| 13 oktober Vriendschappelijk «onderlinge duels» 15:00 uur (UTC+1) |                    |       |              | Nuevo Estadio de Malabo, Malabo Scheidsrechter: Blaise Ngwa (CMR) |

|                                                                   |                   |       |                                         |                                                               |
| 17 oktober Vriendschappelijk «onderlinge duels» 19:30 uur (UTC+1) | Mauritanië        | 1 – 2 | Burkina Faso                            | Stade Père-Jégo, Casablanca Scheidsrechter: Karim Sabry (MAR) |
| 17 oktober Vriendschappelijk «onderlinge duels» 19:30 uur (UTC+1) | Pape Ibnou Ba 65' |       | 18' Mohamed Konaté 47' Stéphane Aziz Ki | Stade Père-Jégo, Casablanca Scheidsrechter: Karim Sabry (MAR) |

|                                                                               |                     |       |                  | |
| 17 november WK 2026 kwalificatie Groep A «onderlinge duels» 20:00 uur (UTC+1) | Burkina Faso        | 1 – 1 | Guinee-Bissau    | Stade de Marrakech, Marrakesh (Marokko) Toeschouwers: 120 Scheidsrechter: Alhadi Allaou Mahamat (TCD) |
| 17 november WK 2026 kwalificatie Groep A «onderlinge duels» 20:00 uur (UTC+1) | Bertrand Traoré 61' |       | 20' Manuel Baldé | Stade de Marrakech, Marrakesh (Marokko) Toeschouwers: 120 Scheidsrechter: Alhadi Allaou Mahamat (TCD) |

|                                                                               |          |                                                               |              |                                                                                         |
| 21 november WK 2026 kwalificatie Groep A «onderlinge duels» 14:00 uur (UTC+1) | Ethiopië | 0 – 3                                                         | Burkina Faso | Stade El Abdi, El Jadida (Marokko) Toeschouwers: 385 Scheidsrechter: Lamin Jammeh (GAM) |
| 21 november WK 2026 kwalificatie Groep A «onderlinge duels» 14:00 uur (UTC+1) |          | 69' Blati Touré 78' (pen.) Bertrand Traoré 90' Dango Ouattara |              | Stade El Abdi, El Jadida (Marokko) Toeschouwers: 385 Scheidsrechter: Lamin Jammeh (GAM) |

### 2024
|                                                                     |                                    |       |                    |                                                                                       |
| 5 januari Vriendschappelijk «onderlinge duels» 18:00 uur (UTC+3:30) | Iran                               | 2 – 1 | Burkina Faso       | Olympisch Stadion, Kish Toeschouwers: 7.000 Scheidsrechter: Yousif Saeed Hassan (IRQ) |
| 5 januari Vriendschappelijk «onderlinge duels» 18:00 uur (UTC+3:30) | Mehdi Taremi 42' Omid Ebrahimi 70' |       | 12' Mohamed Konaté | Olympisch Stadion, Kish Toeschouwers: 7.000 Scheidsrechter: Yousif Saeed Hassan (IRQ) |

|                                                                   |                    |       |                                    |                                                                                    |
| 10 januari Vriendschappelijk «onderlinge duels» 18:00 uur (UTC+4) | Congo-Kinshasa     | 1 – 2 | Burkina Faso                       | Baniyasstadion, Abu Dhabi Toeschouwers: 0 Scheidsrechter: Ahmed Eisa Darwish (VAE) |
| 10 januari Vriendschappelijk «onderlinge duels» 18:00 uur (UTC+4) | Chancel Mbemba 57' |       | 36' Blati Touré 41' Mohamed Konaté | Baniyasstadion, Abu Dhabi Toeschouwers: 0 Scheidsrechter: Ahmed Eisa Darwish (VAE) |

| Afrikaans kampioenschap voetbal 2023 |
| ------------------------------------ |

|                                                                  |                              |       |            | |
| 16 januari Afrika Cup Groep D «onderlinge duels» 14:00 uur (UTC) | Burkina Faso                 | 1 – 0 | Mauritanië | Stade Bouaké, Bouaké Toeschouwers: 27.898 Scheidsrechter: Jalal Jiyed (MAR) Video-assistent: Haythem Guirat (TUN) |
| 16 januari Afrika Cup Groep D «onderlinge duels» 14:00 uur (UTC) | Bertrand Traoré 90+6' (pen.) |       |            | Stade Bouaké, Bouaké Toeschouwers: 27.898 Scheidsrechter: Jalal Jiyed (MAR) Video-assistent: Haythem Guirat (TUN) |

|                                                                  |                                               |       |                                                 | |
| 20 januari Afrika Cup Groep D «onderlinge duels» 14:00 uur (UTC) | Algerije                                      | 2 – 2 | Burkina Faso                                    | Stade Bouaké, Bouaké Toeschouwers: 33.501 Scheidsrechter: Abongile Tom (ZAF) Video-assistent: Pierre Atcho (GAB) |
| 20 januari Afrika Cup Groep D «onderlinge duels» 14:00 uur (UTC) | Baghdad Bounedjah 51' Baghdad Bounedjah 90+5' |       | 45+3' Mohamed Konaté 71' (pen.) Bertrand Traoré | Stade Bouaké, Bouaké Toeschouwers: 33.501 Scheidsrechter: Abongile Tom (ZAF) Video-assistent: Pierre Atcho (GAB) |

|                                                                  |                         |       |              | |
| 23 januari Afrika Cup Groep D «onderlinge duels» 20:00 uur (UTC) | Angola                  | 2 – 0 | Burkina Faso | Stade de Yamoussoukro, Yamoussoukro Toeschouwers: 15.753 Scheidsrechter: Jean Ngambo (COD) Video-assistent: Samir Guezzaz (MAR) |
| 23 januari Afrika Cup Groep D «onderlinge duels» 20:00 uur (UTC) | Mabululu 36' Zini 90+2' |       |              | Stade de Yamoussoukro, Yamoussoukro Toeschouwers: 15.753 Scheidsrechter: Jean Ngambo (COD) Video-assistent: Samir Guezzaz (MAR) |

|                                                                         |                                               |       |                            | |
| 30 januari Afrika Cup Achtste finale «onderlinge duels» 17:00 uur (UTC) | Mali                                          | 2 – 1 | Burkina Faso               | Amadou Gon Coulibalystadion, Korhogo Toeschouwers: 19.184 Scheidsrechter: Ibrahim Mutaz (LBA) Video-assistent: Lahlou Benbraham (ALG) |
| 30 januari Afrika Cup Achtste finale «onderlinge duels» 17:00 uur (UTC) | Edmond Tapsoba 3' (e.d.) Lassine Sinayoko 47' |       | 57' (pen.) Bertrand Traoré | Amadou Gon Coulibalystadion, Korhogo Toeschouwers: 19.184 Scheidsrechter: Ibrahim Mutaz (LBA) Video-assistent: Lahlou Benbraham (ALG) |

|  |  |  |  |  |  |  |  |  |

|                                                               |                   |       |                                        |                                                               |
| 22 maart Vriendschappelijk «onderlinge duels» 22:00 uur (UTC) | Burkina Faso      | 1 – 2 | Libië                                  | Stade Père-Jégo, Casablanca Scheidsrechter: Karim Sabry (MAR) |
| 22 maart Vriendschappelijk «onderlinge duels» 22:00 uur (UTC) | Ousseni Bouda 37' |       | 35' Faisal Al Badri 62' Omar Al Khouja | Stade Père-Jégo, Casablanca Scheidsrechter: Karim Sabry (MAR) |

|                                                               |                  |       |       |                                                                              |
| 26 maart Vriendschappelijk «onderlinge duels» 22:00 uur (UTC) | Burkina Faso     | 1 – 1 | Niger | Stade municipal de Berrechid, Berrechid Scheidsrechter: Redouane Jiyed (MAR) |
| 26 maart Vriendschappelijk «onderlinge duels» 22:00 uur (UTC) | Nasser Djiga 35' |       | ?     | Stade municipal de Berrechid, Berrechid Scheidsrechter: Redouane Jiyed (MAR) |

|                                                                          |                           |       |                    |                                                                             |
| 6 juni WK 2026 kwalificatie Groep A «onderlinge duels» 22:00 uur (UTC+3) | Egypte                    | 2 – 1 | Burkina Faso       | Cairostadion, Caïro Toeschouwers: 65.000 Scheidsrechter: Peter Waweru (KEN) |
| 6 juni WK 2026 kwalificatie Groep A «onderlinge duels» 22:00 uur (UTC+3) | Trézéguet 3' Trézéguet 8' |       | 57' Lassina Traoré | Cairostadion, Caïro Toeschouwers: 65.000 Scheidsrechter: Peter Waweru (KEN) |

|                                                                         |                                                |       |                                         |                                                                        |
| 10 juni WK 2026 kwalificatie Groep A «onderlinge duels» 19:00 uur (UTC) | Burkina Faso                                   | 2 – 2 | Sierra Leone                            | Stade du 26 Mars, Bamako (Mali) Scheidsrechter: Lahlou Benbraham (ALG) |
| 10 juni WK 2026 kwalificatie Groep A «onderlinge duels» 19:00 uur (UTC) | Dango Ouattara 41' Lassina Traoré 45+2' (pen.) |       | 58' Augustus Kargbo 88' Amadou Bakayoko | Stade du 26 Mars, Bamako (Mali) Scheidsrechter: Lahlou Benbraham (ALG) |

|                                                                             |                |       |                     |                                                                    |
| 6 september AK 2025 kwalificatie Groep L «onderlinge duels» 19:00 uur (UTC) | Senegal        | 1 – 1 | Burkina Faso        | Stade Abdoulaye Wade, Diamniadio Scheidsrechter: Sadok Selmi (TUN) |
| 6 september AK 2025 kwalificatie Groep L «onderlinge duels» 19:00 uur (UTC) | Sadio Mané 16' |       | 90+5' Ousseni Bouda | Stade Abdoulaye Wade, Diamniadio Scheidsrechter: Sadok Selmi (TUN) |

|                                                                              |                                                                |       |                   |                                                                        |
| 10 september AK 2025 kwalificatie Groep L «onderlinge duels» 19:00 uur (UTC) | Burkina Faso                                                   | 3 – 1 | Malawi            | Stade du 26 Mars, Bamako (Mali) Scheidsrechter: Bouchra Karboubi (MAR) |
| 10 september AK 2025 kwalificatie Groep L «onderlinge duels» 19:00 uur (UTC) | Lassina Traoré 35' Lassina Traoré 38' Hassane Bandé 60' (pen.) |       | 80' Zeliat Nkhoma | Stade du 26 Mars, Bamako (Mali) Scheidsrechter: Bouchra Karboubi (MAR) |

|                                                                            |                                                                         |       |                         |                                                                                     |
| 10 oktober AK 2025 kwalificatie Groep L «onderlinge duels» 19:00 uur (UTC) | Burkina Faso                                                            | 4 – 1 | Burundi                 | Stade olympique d'Ebimpé, Abidjan (Ivoorkust) Scheidsrechter: Abdulrazg Ahmed (LBA) |
| 10 oktober AK 2025 kwalificatie Groep L «onderlinge duels» 19:00 uur (UTC) | Dango Ouattara 33' Sacha Bansé 34' Dango Ouattara 44' Issoufou Dayo 49' |       | 4' Bienvenue Kanakimana | Stade olympique d'Ebimpé, Abidjan (Ivoorkust) Scheidsrechter: Abdulrazg Ahmed (LBA) |

|                                                                            |         |                                                |              |                                                                                           |
| 13 oktober AK 2025 kwalificatie Groep L «onderlinge duels» 16:00 uur (UTC) | Burundi | 0 – 2                                          | Burkina Faso | Stade Félix Houphouët-Boigny, Abidjan (Ivoorkust) Scheidsrechter: Mohamed Athoumani (COM) |
| 13 oktober AK 2025 kwalificatie Groep L «onderlinge duels» 16:00 uur (UTC) |         | 5' Mohamed Konaté 90+4' (pen.) Bertrand Traoré |              | Stade Félix Houphouët-Boigny, Abidjan (Ivoorkust) Scheidsrechter: Mohamed Athoumani (COM) |

|                                                                             |              |                  |         |                                                                        |
| 14 november AK 2025 kwalificatie Groep L «onderlinge duels» 18:00 uur (UTC) | Burkina Faso | 0 – 1            | Senegal | Stade du 26 Mars, Bamako (Mali) Scheidsrechter: Mahmoud El Banna (EGY) |
| 14 november AK 2025 kwalificatie Groep L «onderlinge duels» 18:00 uur (UTC) |              | 83' Habib Diarra |         | Stade du 26 Mars, Bamako (Mali) Scheidsrechter: Mahmoud El Banna (EGY) |

|                                                                               |                                                        |       |              |                                                                               |
| 18 november AK 2025 kwalificatie Groep L «onderlinge duels» 14:00 uur (UTC+2) | Malawi                                                 | 3 – 0 | Burkina Faso | Bingu Nationaal Stadion, Lilongwe Scheidsrechter: Mohamed Diraneh Guedi (DJI) |
| 18 november AK 2025 kwalificatie Groep L «onderlinge duels» 14:00 uur (UTC+2) | Gabadinho Mhango 28' Richard Mbulu 57' Lloyd Aaron 62' |       |              | Bingu Nationaal Stadion, Lilongwe Scheidsrechter: Mohamed Diraneh Guedi (DJI) |

### 2025
|                                                                            |                                                                                    |       |                            |                                                                                  |
| 21 maart WK 2026 kwalificatie Groep A «onderlinge duels» 17:00 uur (UTC+1) | Burkina Faso                                                                       | 4 – 1 | Djibouti                   | Stade El Abdi, El Jadida Toeschouwers: 244 Scheidsrechter: Abdel Aziz Bouh (MTN) |
| 21 maart WK 2026 kwalificatie Groep A «onderlinge duels» 17:00 uur (UTC+1) | Josué Tiendrébéogo 12' Bertrand Traoré 33' Mohamed Zougrana 47' Lassina Traoré 67' |       | 88' (pen.) Samuel Akinbinu | Stade El Abdi, El Jadida Toeschouwers: 244 Scheidsrechter: Abdel Aziz Bouh (MTN) |

|                                                                          |                     |       |                                      |                                                                                          |
| 24 maart WK 2026 kwalificatie Groep A «onderlinge duels» 16:00 uur (UTC) | Guinee-Bissau       | 1 – 2 | Burkina Faso                         | Estádio 24 de Setembro, Bissau Toeschouwers: 6.443 Scheidsrechter: Samuel Uwikunda (RWA) |
| 24 maart WK 2026 kwalificatie Groep A «onderlinge duels» 16:00 uur (UTC) | Zidane Banjaqui 36' |       | 6' Lassina Traoré 73' Lassina Traoré | Estádio 24 de Setembro, Bissau Toeschouwers: 6.443 Scheidsrechter: Samuel Uwikunda (RWA) |

|                                                                          |          |   |              |                                                    |
| september WK 2026 kwalificatie Groep A «onderlinge duels» n.n.b. (UTC+1) | Djibouti | – | Burkina Faso | n.n.b. Toeschouwers: n.n.b. Scheidsrechter: n.n.b. |
| september WK 2026 kwalificatie Groep A «onderlinge duels» n.n.b. (UTC+1) |          |   |              | n.n.b. Toeschouwers: n.n.b. Scheidsrechter: n.n.b. |

|                                                                          |              |   |        |                                                    |
| september WK 2026 kwalificatie Groep A «onderlinge duels» n.n.b. (UTC+1) | Burkina Faso | – | Egypte | n.n.b. Toeschouwers: n.n.b. Scheidsrechter: n.n.b. |
| september WK 2026 kwalificatie Groep A «onderlinge duels» n.n.b. (UTC+1) |              |   |        | n.n.b. Toeschouwers: n.n.b. Scheidsrechter: n.n.b. |

|                                                                      |              |   |              |                                                    |
| oktober WK 2026 kwalificatie Groep A «onderlinge duels» n.n.b. (UTC) | Sierra Leone | – | Burkina Faso | n.n.b. Toeschouwers: n.n.b. Scheidsrechter: n.n.b. |
| oktober WK 2026 kwalificatie Groep A «onderlinge duels» n.n.b. (UTC) |              |   |              | n.n.b. Toeschouwers: n.n.b. Scheidsrechter: n.n.b. |

|                                                                        |              |   |          |                                                    |
| oktober WK 2026 kwalificatie Groep A «onderlinge duels» n.n.b. (UTC+1) | Burkina Faso | – | Ethiopië | n.n.b. Toeschouwers: n.n.b. Scheidsrechter: n.n.b. |
| oktober WK 2026 kwalificatie Groep A «onderlinge duels» n.n.b. (UTC+1) |              |   |          | n.n.b. Toeschouwers: n.n.b. Scheidsrechter: n.n.b. |

| Afrikaans kampioenschap voetbal 2025 |
| ------------------------------------ |

|                                                                     |              |   |                    |                                                                          |
| 24 december Afrika Cup Groep E «onderlinge duels» 15:30 uur (UTC+1) | Burkina Faso | – | Equatoriaal-Guinea | Stade Mohammed V, Casablanca Toeschouwers: n.n.b. Scheidsrechter: n.n.b. |
| 24 december Afrika Cup Groep E «onderlinge duels» 15:30 uur (UTC+1) |              |   |                    | Stade Mohammed V, Casablanca Toeschouwers: n.n.b. Scheidsrechter: n.n.b. |

|                                                                     |          |   |              |                                                                         |
| 28 december Afrika Cup Groep E «onderlinge duels» 13:00 uur (UTC+1) | Algerije | – | Burkina Faso | Moulay Hassanstadion, Rabat Toeschouwers: n.n.b. Scheidsrechter: n.n.b. |
| 28 december Afrika Cup Groep E «onderlinge duels» 13:00 uur (UTC+1) |          |   |              | Moulay Hassanstadion, Rabat Toeschouwers: n.n.b. Scheidsrechter: n.n.b. |

|                                                                     |        |   |              |                                                                          |
| 31 december Afrika Cup Groep E «onderlinge duels» 18:00 uur (UTC+1) | Soedan | – | Burkina Faso | Stade Mohammed V, Casablanca Toeschouwers: n.n.b. Scheidsrechter: n.n.b. |
| 31 december Afrika Cup Groep E «onderlinge duels» 18:00 uur (UTC+1) |        |   |              | Stade Mohammed V, Casablanca Toeschouwers: n.n.b. Scheidsrechter: n.n.b. |

|  |  |  |  |  |  |  |  |  |

FBF · A-internationals · Olympisch elftal · Burkinees vrouwenelftal
1960 – 1969 · 
1970 – 1979 · 
1980 – 1989 · 
1990 – 1999 · 
2000 – 2009 · 
2010 – 2019 ·
2020 − 2029
Algerije ·
Angola ·
Bahrein ·
België ·
Benin ·
Botswana ·
Burundi ·
Centraal-Afrikaanse Republiek ·
Chili ·
Comoren ·
Congo-Brazzaville ·
Congo-Kinshasa ·
Djibouti ·
Egypte ·
Equatoriaal-Guinea ·
Ethiopië ·
Gabon ·
Gambia ·
Ghana ·
Guinee ·
Guinee-Bissau ·
Iran ·
Ivoorkust ·
Kaapverdië ·
Kameroen ·
Kazachstan ·
Kenia ·
Kosovo · 
Lesotho ·
Liberia ·
Libië ·
Madagaskar ·
Malawi ·
Mali ·
Marokko ·
Mauritanië ·
Mozambique ·
Namibië ·
Niger ·
Nigeria ·
Noord-Korea ·
Oeganda ·
Oezbekistan ·
Oman ·
Qatar ·
Senegal ·
Seychellen ·
Sierra Leone ·
Soedan ·
Swaziland ·
Tanzania ·
Togo ·
Tunesië ·
Zambia ·
Zimbabwe ·
Zuid-Afrika ·
Zuid-Korea ·
Zuid-Soedan
Nigeria (2013)
CONMEBOL: Argentinië · Bolivia · Brazilië · Chili · Colombia · Ecuador · Paraguay · Peru · Uruguay · Venezuela

UEFA: Albanië · Andorra · Armenië · Azerbeidzjan · België · Bosnië en Herzegovina · Bulgarije · Cyprus · Denemarken · Duitsland · Engeland · Estland · Faeröer · Finland · Frankrijk · Georgië · Gibraltar · Griekenland · Hongarije · IJsland · Ierland · Israël · Italië · Kazachstan · Kosovo · Kroatië · Letland · Liechtenstein · Litouwen · Luxemburg · Malta · Moldavië · Montenegro · Nederland · Noord-Ierland · Noord-Macedonië · Noorwegen · Oekraïne · Oostenrijk · Polen · Portugal · Roemenië · Rusland · San Marino · Schotland · Servië · Slovenië · Slowakije · Spanje · Tsjechië · Turkije · Wales · Wit-Rusland · Zweden · Zwitserland

AFC: Australië · China · Irak · Iran · Japan · Libanon · Oezbekistan · Oman · Qatar · Saoedi-Arabië · Syrië · Verenigde Arabische Emiraten · Vietnam · Zuid-Korea

CAF: Algerije · Burkina Faso · Congo-Kinshasa · Egypte · Ghana · Ivoorkust · Kaapverdië · Kameroen · Mali · Marokko · Nigeria · Senegal · Tunesië · Zuid-Afrika

CONCACAF: Canada · Costa Rica · Curaçao · El Salvador · Honduras · Jamaica · Mexico · Panama · Suriname · Verenigde Staten

OFC: Nieuw-Zeeland